# 1971 en musique
| \| • Retour à la chronologie générale de la musique populaire • \| |
| XXIe siècle • XXe siècle • XIXe siècle • XVIIIe siècle XVIIe siècle • XVIe siècle • XVe siècle • XIVe siècle XIIIe siècle • XIIe siècle • XIe siècle • Xe siècle IXe siècle • VIIIe siècle • Haut Moyen Âge • Rome • Grèce |
| • Retour à la chronologie générale de la musique populaire • |

| • Retour à la chronologie générale de la musique populaire • |

| Années de la musique populaire : 1968 - 1969 - 1970 - 1971 - 1972 - 1973 - 1974    |
| Décennies de la musique populaire : 1940 - 1950 - 1960 - 1970 - 1980 - 1990 - 2000 |

Cet article présente les faits marquants de l'année 1971 en musique.

## Faits marquants

### En France
- 41 millions de singles (45-tours et EP)[1] et 28 millions d'albums[2] sont vendus en France en 1971.
- Premiers succès de Mike Brant (Laisse-moi t'aimer), Gilbert Montagné (The Fool) et Gérard Lenorman (Il).
- Johnny Hallyday se produit du 21 septembre au 4 octobre au Palais des sports de Paris.

### Dans le monde
- Premiers succès de Michael Jackson (Got to Be There), Paul McCartney (Another Day), Rod Stewart (Maggie May), Olivia Newton-John (If Not for You) et Demis Roussos (We Shall Dance).
- 1er août : Premier concert rock de bienfaisance, le concert pour le Bangladesh au Madison Square Garden réunit Ravi Shankar, George Harrison, Ringo Starr, Bob Dylan, Leon Russell, Billy Preston et Eric Clapton.
- 11 - 12 septembre : Le festival Avandaro à Valle de Bravo (Mexique) attire 300 000 personnes.
- Création du Reading and Leeds Festivals.
- Décès de Jim Morrison et Louis Armstrong.

## Disques sortis en 1971
- Albums sortis en 1971
- Singles sortis en 1971

## Succès de l'année en France (singles)

### Chansons classées Numéro 1
Cette liste présente, par ordre chronologique, tous les titres s'étant classés à la première place des hit-parades durant l'année 1971.
- Poppys : Noël 70
- George Harrison : My Sweet Lord
- Poppys : Non je ne veux pas faire la guerre
- Poppys : Non, non, rien n'a changé
- Sheila : Les Rois mages
- Johnny Hallyday : Oh ! Ma jolie Sarah
- Michel Delpech : Pour un flirt
- Joan Baez : Here's to You
- Gilbert Montagné : The Fool
- Nicoletta : Mamy Blue
- Stone et Charden : L'Avventura

### Chansons francophones
Cette liste présente, par ordre alphabétique, tous les titres francophones s'étant classés parmi les 10 premières places des ventes hebdomadaires durant l'année 1971.
- Alain Barrière : Rien qu’un homme
- Antoine : Ra-ta-ta
- Charles Aznavour : Mourir d’aimer
- Claude François : Si douce à mon souvenir
- Claude François : C’est la même chanson
- Claude François : Il fait beau, il fait bon
- Enrico Macias : Le grand pardon
- Esther Galil : Le jour se lève
- Gérard Lenorman : Il
- Gérard Palaprat : Fais-moi un signe
- Jean-François Michaël : Je pense à toi
- Joe Dassin : L’Amérique
- Joe Dassin : La Fleur aux dents
- Joe Dassin : Fais la bise à ta maman
- Johnny Hallyday : Essayez
- Johnny Hallyday : Oh ! Ma jolie Sarah
- Johnny Hallyday : Fils de personne
- Laurent & The Mardi Gras : Sing sing Barbara
- Les Charlots : Merci patron
- Marcel Amont : L’amour ça fait passer le temps
- Marie : Soleil
- Martin Circus : Je m'éclate au Sénégal
- Michel Delpech : Pour un flirt
- Michel Fugain : On laisse tous un jour
- Michel Polnareff : Comme Juliette et Roméo
- Michel Sardou : J'habite en France
- Michel Sardou : Je t’aime, je t’aime
- Michel Sardou : Le Rire du sergent
- Mireille Mathieu : Donne ton cœur, donne ta vie
- Mireille Mathieu : Une histoire d’amour
- Mireille Mathieu : Acropolis adieu
- Monty : La fête au village
- Nicoletta : Mamy Blue
- Patrick Topaloff : J'ai bien mangé, j'ai bien bu
- Pierre Groscolas : Fille du vent
- Poppys : Noël 70
- Poppys : Non je ne veux pas faire la guerre
- Poppys : Non, non, rien n'a changé
- Poppys : Isabelle, je t’aime
- Poppys : Des chansons pop
- Séverine : Un banc, un arbre, une rue
- Sheila : Reviens, je t’aime
- Sheila : Les Rois mages
- Sheila : Blancs, jaunes, rouges, noirs
- Stone et Charden : L'Avventura
- Thierry Le Luron : La chabanisation

### Chansons non francophones
Cette liste présente, par ordre alphabétique, tous les titres non francophones s'étant classés parmi les 10 premières places des ventes hebdomadaires durant l'année 1971.
- Black Sabbath : Paranoïd
- Deep Purple : Black Night
- Demis Roussos : We shall dance
- Francis Lai : Love Story
- George Harrison : My Sweet Lord
- Gilbert Montagné : The Fool
- Jeremy Faith : Jesus
- Joan Baez : Here's to You
- Joël Daydé : Mamy Blue
- John Dummer's Band : Nine by nine
- John Kongos : He’s gonna step on you again
- Pop Tops : Mamy Blue
- The Moody Blues : Melancholy Man
- Tom Jones : She's a Lady
- Waldo de los Rios : Symphonie nº 40 de Mozart

## Succès de l'année en France (albums)
Cette liste présente, par ordre alphabétique, les albums sortis en 1971 ayant obtenu une certification Platine ou Diamant en France.

### Doubles disques de platine (plus de 600.000 ventes)
- Led Zeppelin : Led Zeppelin IV
- The Doors : L.A. Woman
- Walter Carlos : Orange mécanique

### Disques de platine (plus de 300.000 ventes)
- Elvis Presley : C'mon Everybody

## Succès internationaux de l’année
Cette liste présente, par ordre alphabétique, les trente titres et albums ayant eu le plus de succès dans les charts internationaux en 1971,.

### Singles
- Bee Gees : How do you mend a broken heart
- Carole King : It's Too Late
- Creedence Clearwater Revival : Have you ever seen the rain?
- Danyel Gérard : Butterfly
- Dave Edmunds : I hear you knockin'
- Elton John : Your Song
- George Harrison : My Sweet Lord
- Isaac Hayes : Theme from Shaft
- James Taylor : You've got a friend
- Janis Joplin : Me and Bobby McGee
- John Lennon : Imagine
- Led Zeppelin : Stairway to Heaven
- Lynn Anderson : I beg your pardon (I never promised you a rose garden)
- Marvin Gaye : What's going on?
- Middle of the Road : Chirpy Chirpy Cheep Cheep
- Middle of the Road : Soley, soley
- Ocean : Put your hand in the hand
- Paul McCartney : Another day
- Pop Tops : Mamy Blue
- Ringo Starr : It Don't Come Easy
- Rod Stewart : Maggie May
- Sly & The Family Stone : Family affair
- T. Rex : Get it on
- The Doors : Riders on the Storm
- The Rolling Stones : Brown Sugar
- The Sweet : Co-co
- The Temptations : Just my imagination (Running away with me)
- Three Dog Night : Joy to the world
- Tom Jones : She's a Lady
- Tony Orlando & Dawn : Knock three times

### Albums
- Andrew Lloyd Webber : Jesus Christ Superstar
- Carole King : Tapestry
- Cat Stevens : Teaser & the Firecat
- Cat Stevens : Tea for the Tillerman
- Creedence Clearwater Revival : Pendulum
- Crosby, Stills, Nash and Young : 4 Way Street
- David Bowie : Hunky Dory
- Deep Purple : Fireball
- Elton John : Tumbleweed Connection
- Francis Lai : Love Story
- Isaac Hayes : Shaft
- James Taylor : Mud slide slim & the blue horizon
- Janis Joplin : Pearl
- Jethro Tull : Aqualung
- Jimi Hendrix : The Cry of Love
- John Lennon : Imagine
- John Lennon : John Lennon/Plastic Ono Band
- Joni Mitchell : Blue
- Led Zeppelin : Led Zeppelin IV
- Marvin Gaye : What's going on?
- Paul McCartney : Ram
- Pink Floyd : Meddle
- Rod Stewart : Every Picture Tells a Story
- Santana : Santana III
- Sly & The Family Stone : There's a Riot Goin' On
- The Allman Brothers Band : At Fillmore East
- The Doors : L.A. Woman
- The Moody Blues : Every Good Boy Deserves Favour
- The Rolling Stones : Sticky Fingers
- The Who : Who's Next

## Récompenses
- États-Unis : 14e cérémonie des Grammy Awards
- Europe : Concours Eurovision de la chanson 1971

## Formations et séparations de groupes
- Groupe de musique formé en 1971
- Groupe de musique séparé en 1971

## Naissances
- 11 janvier : Mary J. Blige, chanteuse américaine
- 18 janvier : Jonathan Davis, chanteur de Korn
- 27 janvier : Lil Jon, rappeur américain
- 1er février : Ron Welty, batteur de The Offspring
- 26 février : Hélène Ségara, chanteuse française
- 10 mars : Timbaland, chanteur et rappeur américain
- 3 avril : Method Man, rappeur américain et membre de The Wu-Tang Clan
- 20 avril : Mikey Welsh, bassiste de Weezer
- 7 mai : Manu Eveno, chanteur et guitariste français, membre du groupe Tryo.
- 3 juin : Marie-Anett Mey, chanteuse française du groupe Fun Factory.
- 16 juin : 2Pac, rappeur américain
- 17 juin : Paulina Rubio, chanteuse mexicaine
- 21 juin : Anette Olzon, chanteuse du groupe Nightwish
- 1er juillet : Missy Elliott, rappeuse américaine
- 21 juillet : Charlotte Gainsbourg, chanteuse française
- 23 juillet : Alison Krauss, chanteuse et violoniste américaine
- 30 juillet : Calogero, chanteur français
- 6 août : Fatman Scoop, rappeur, animateur de radio et télévision américain († 31 août 2024).
- 7 août : Patrice Focone, guitariste du groupe Superbus
- 21 août : Liam Howlett, fondateur du groupe The Prodigy
- 1er septembre : Lââm, chanteuse française
- 6 septembre : Dolores O'Riordan, auteure-compositrice-interprète irlandaise († 15 janvier 2018).
- 20 octobre : Snoop Dogg, rappeur américain
- 20 octobre : Dannii Minogue, chanteuse australienne
- 18 décembre : DMX, rappeur américain
- 21 décembre : Matthieu Chedid, auteur-compositeur-interprète français
- 24 décembre : Ricky Martin, chanteur portoricain
- 25 décembre : Dido, chanteuse anglaise

## Décès
- 28 janvier : Georges van Parys, compositeur français de musique de film, d'opérette et de musique légère.
- 26 février : Fernand Contandin, dit Fernandel, acteur, humoriste, chanteur et réalisateur français.
- 3 juillet : Jim Morrison, chanteur et poète américain, cofondateur du groupe de rock The Doors, dont il fut membre de 1965 à sa mort.
- 6 avril : Igor Stravinsky, compositeur, chef d'orchestre et pianiste russe (naturalisé français en 1934, puis américain en 1945) de musique moderne.
- 6 juillet : Louis Armstrong, musicien et chanteur jazzman américain.
- 29 octobre : Duane Allman, guitariste américain de The Allman Brothers Band.